# Dawei District
Dawei District är ett distrikt i Myanmar.   Det ligger i regionen Taninthayiregionen, i den södra delen av landet, 700 km söder om huvudstaden Naypyidaw.